# Apterostigma urichii
Apterostigma urichii é uma espécie de formiga do gênero Apterostigma.